# Hohenzell (Moorenweis)
Hohenzell ist ein Gemeindeteil von Moorenweis im oberbayerischen Landkreis Fürstenfeldbruck. Der Weiler liegt circa drei Kilometer südlich von Moorenweis.

## Geschichte
Das Kloster Wessobrunn besaß Mitte des 18. Jahrhunderts zwei Höfe in Hohenzell. 

## Baudenkmäler
Siehe auch: Liste der Baudenkmäler in Hohenzell
- Katholische Filialkirche Mariä Heimsuchung

## Bodendenkmäler
Siehe: Liste der Bodendenkmäler in Moorenweis